# 村田尚紀
村田 尚紀（むらた ひさのり、1958年 - ）は、日本の法学者。専門は憲法学。学位は、博士（法学）（一橋大学・論文博士・1992年）（学位論文『委任立法の研究―フランス現代憲法における授権法』）。関西大学法学部教授。衆議院憲法調査会公述人や、民主主義科学者協会法律部会理事を務めた。

## 人物・経歴
兵庫県生まれ。東京大学法学部卒業後
、1988年一橋大学大学院法学研究科博士課程単位取得退学。指導教官は杉原泰雄。1992年、『委任立法の研究―フランス現代憲法における授権法』で一橋大学より博士（法学）の学位を取得。審査員は、南博方・杉原泰雄・浦田一郎。
1988年熊本大学法学部公法講座講師、1990年同助教授。1994年関西大学法学部助教授、1997年パリ第1大学客員研究員、1998年関西大学法学部教授。2004年関西大学法科大学院教授、同年衆議院憲法調査会公述人。

## 著書
- 『委任立法の研究―フランス現代憲法における授権法』日本評論社 1990年
- 『プロセス演習 憲法』（棟居快行・工藤達朗・小山剛・赤坂正浩・石川健治・内野正幸・大沢秀介・大津浩・駒村圭吾・笹田栄司・宍戸常寿・鈴木秀美・畑尻剛・宮地基・矢島基美・山元一と共著）信山社 2004年
- 『事例研究 憲法』（木下智史・渡辺康行と共編著）日本評論社 2008年
- 『事例研究 憲法 [第2版]』（木下智史・渡辺康行と共編著）日本評論社 2013年
- 『改憲論議の作法と緊急事態条項』日本機関紙出版センター 2016年